# Cmax (علم الأدوية)
مصطلح Cmax يقصد به تركيز المصل الأقصى أو الأعلى (أو القمة) الذي يصله دواء معين في حيز أو منطقة اختبار في الجسم بعد إعطاء الدواء وقبل إعطاء الجرعة الثانية. وهو مقياس أساسي في الحركيات الدوائية.
Cmax هو ضد Cmin, وهو التركيز الأقل (أو القاع) الذي يصله الدواء بعد إعطاء الجرعات.
من مقاييس الحركيات الدوائية المتعلقة tmax وهو الوقت الذي يلاحظ فيه Cmax.
بعد إعطاء الجرعة وريديا، تعتمد Cmax و tmax بشكل وثيق على البروتوكول التجريبي، حيث أن الجرعة تنخفض دائما بعد إعطاء الجرعة. بينما إعطاء الدواء عن طريق الفم، فتعتمد Cmax و tmax على مدى ومعدل امتصاص الدواء ومواصفات الدواء. ويمكن استخدامها لتوصيف خصائص أشكال الدواء المختلفة لنفس الدواء.
الإثار الجانبية قصيرة المدي لدواء ما عادة ما تحدث في حالة Cmax أو قريبا منها. في حين أنه عادة ما يحدث التأثير العلاجي للدواء مع استمرار مدة في تراكيز فوق Cmin بقليل.
عادة ما يقاس Cmax لأجل إظهار التكافؤ الحيوي (BE) بين منتج دواء مكافئ وآخر مبتكر. فبحسب إدارة الغذاء والدواء الأمريكية، نوعية التوافر الحيوي (BA) والتكافؤ الحيوي لدواء تعتمد على على قياسات الحركيات الدوائية مثل منطقة تحت المنحنى (AUC) و Cmax التي تعكس التعرض المنهجي.